# Железноводское коммюнике
Железноводское коммюнике, также известное как Железноводская декларация или Железноводские соглашения — это совместное мирное коммюнике, подготовленное 23 сентября 1991 года при посредничестве президента России Бориса Ельцина и президента Казахстана Нурсултана Назарбаева в Железноводске, Россия, с намерением положить конец трехлетним боевым действиям между Арменией и Азербайджаном из-за Нагорно-Карабахского региона, по-прежнему автономной области Азербайджанской ССР. Хотя консенсус был достигнут, договор так и не был ратифицирован.

## Предыстория
Конфликт вокруг Нагорно-Карабахской Автономной области Азербайджанской ССР, начавшийся в начале 1988 года, развился без всяких ограничений и унес жизни многих мирных жителей, внутренних войск и армии.

## Посредническая миссия
20-23 сентября с согласия властей Азербайджана и Армении Борис Ельцин и Нурсултан Назарбаев возглавили посредническую миссию, посетившую Баку, Гянджу, Степанакерт (Ханкенди) и Ереван. Взяв за отправную точку принципы территориальной целостности, невмешательства во внутренние дела суверенных государств, соблюдения гражданских прав, прорыв был достигнут 22 сентября, когда Армения отказалась от всех своих претензий на территорию Азербайджана. Это позволило сторонам согласовать совместное коммюнике на следующий день, обязывающее обе стороны разоружить и вывести ополченцев, разрешить возвращение беженцев и внутренне перемещенных лиц, восстановить административный порядок советской эпохи в Нагорно-Карабахской области и сформировать делегации для поиска мирного решения конфликта. Советская армия и внутренние войска по-прежнему будут оставаться в зоне конфликта, и за процессом будут наблюдать российские и казахстанские официальные лица. Коммюнике о мире обсуждалось с участием Ю. Шапошникова, В. Баранникова, С. Восканяна, М. Гезалова, В. Джафарова, Р. Кочаряна, Л. Петросяна, М. Радаева и было подписано Борисом Ельциным (Российская Федерация), Аязом Муталибовым (Азербайджан), Нурсултаном Назарбаевым (Казахстан) и Левон Тер-Петросяном (Армения).
После этого Азербайджан мотивировал свои действия крушением азербайджанского вертолёта Ми-8 с российскими, казахстанскими наблюдателями и высокопоставленными государственными чиновниками на борту, когда он был сбит 20 ноября над селом Каракенд Мартунинского района при невыясненных обстоятельствах.